# Willem de Veer
Willem Josias Hendrik de Veer (Ambon, 23 juni 1857 - Brussel, 5 maart 1931) was een Nederlandse beroepsmilitair. Van november 1913 tot augustus 1914 leidde hij de eerste Nederlandse internationale militaire missie in Albanië. Tegenwoordig wordt vaak naar die missie verwezen als de eerste Nederlandse vredesmissie.

## Militaire carrière
Willem de Veer was in 1857 geboren op Ambon in de Molukken en diende als beroepsmilitair bij de Koninklijke Landmacht. Hij was een doorsnee officier die gestaag door de rangen omhoog klom. In 1910 werd hij bevorderd tot kolonel-commandant van het in Breda gelegerde 3e Regiment Veldartillerie. Daarvoor was hij als overste commandant geweest van het Korps Pontonniers in Dordrecht en plaatsvervangend commandant van het 2e Regiment Veldartillerie uit Leiden.

## Albanië
In augustus 1913 werd Nederland door de Europese grootmachten benaderd om officieren te leveren voor het opzetten, trainen en enige tijd leiden van een gendarmerie in Albanië. Albanië had zich in november 1912 afgesplitst van het Ottomaanse Rijk, maar was intern onstabiel en werd door zijn buurlanden Servië, Montenegro en Griekenland bedreigd met annexatie. Vooral onder druk van Oostenrijk-Hongarije en Italië werd de nieuwe Albanese staat erkend. De grootmachten creëerden een 7-koppige Internationale Controle Commissie die tot taak had een overheid op te bouwen, wetgeving te maken en definitieve grenzen vast te stellen.
Nadat het demissionaire kabinet Heemskerk het verzoek had geaccepteerd, was het aan het nieuwe kabinet Cort van der Linden om de missie uit te voeren. Nadat demissionair minister van Oorlog Hendrik Colijn eerder majoor Lodewijk Thomson als leider van de missie had voorgedragen, benoemde zijn opvolger Nicolaas Bosboom kolonel De Veer tot chef van de missie.
Op 10 november 1913 arriveerden De Veer en Thomson in Vlorë, Albanië, voor een verkenningsmissie. Zij besloten direct te blijven en vestigden hun hoofdkwartier in Vlorë. In Nederland werden nog eens 15 militairen voor de missie geselecteerd. De missie was geen officiële Nederlandse missie. De officieren werden uit Nederlandse krijgsdienst ontslagen en traden met toestemming van koningin Wilhelmina in dienst van Albanië. Voordat kolonel De Veer overging in Albanese dienst werd hij bevorderd tot generaal-majoor (de huidige tussenliggende rang van brigade-generaal bestond nog niet in het Nederlandse leger). In Albanese dienst kreeg iedere officier een rang erbij, waardoor De Veer luitenant-generaal en bevelhebber van de Albanese gendarmerie werd en Thomson overste.
De missie was geen makkelijke opgave. In januari 1914 voorkwam De Veer een pro-Turkse staatsgreep. Op 28 februari 1914 riepen door Griekenland gesteunde en bewapende etnische Grieken de eigen autonome Republiek van Noord-Epirus uit. Vanaf maart tot het einde van de missie in juli gaven de Nederlandse officieren leiding aan Albanese eenheden die vochten met de separatisten en nationalistische Griekse militairen.
Vanaf het begin van de missie ontstonden er spanningen tussen De Veer en zijn assistent Thomson. De laatste was gewend zijn eigen gang te gaan en had verwacht de leider van de missie te worden. Dankzij zijn verleden als lid van de Tweede Kamer had hij veel connecties met de pers, waaronder De Telegraaf, die hij gebruikte om de positie van De Veer te ondermijnen en zichzelf te promoten. Albanië stond onder leiding van de Duits-Nederlandse prins Wilhelm zu Wied die door de mogendheden was aangewezen als soeverein vorst van het land met als titel mbret. De echte machtige man was echter de centraal Albanese krijgsheer Essad pasja Toptani uit Tirana. Essad probeerde als minister van Binnenlandse Zaken en Oorlog het bevel over de gendarmerie in handen te krijgen, maar De Veer stelde dat hij alleen verantwoording hoefde af te leggen aan de Internationale Controle Commissie.
Op 21 mei 1914 verscheen een stuk in De Nieuwe Courant, waarin De Veer ervan werd beschuldigd op eigen houtje, en buiten medeweten van Thomson, Essad pasja het bevel over de reguliere politie te hebben afgestaan. De Veer had dit echter tegen zijn zin in opdracht van Wilhelm zu Wied gedaan. Hij eiste dat Thomson op erewoord zou verklaren dat hij niet het brein achter de beschuldigingen in De Nieuwe Courant was. Thomson gaf dat erewoord niet. Nadat er in centraal Albanië een opstand onder fundamentalistische islamitische boeren uitbrak, werd De Veer door zijn tweede man buitenspel gezet. Wied benoemde Thomson tot 'directeur van het Albanese leger' waarmee de majoor feitelijk de chef van De Veer werd. Na een tevergeefs verzoek aan minister Bosboom om Thomson naar Nederland terug te roepen, nam De Veer verlof en keerde hij terug naar Nederland.
De opstandelingen waren ondertussen een beleg van de toenmalige hoofdstad Durrës begonnen. Op 15 juni 1914 sneuvelde Lodewijk Thomson en keerde De Veer terug in Albanië. De interne spanningen en intriges binnen Albanië, alsmede het slappe bewind van de prins zu Wied, leidden ertoe dat De Veer op 27 juli 1914 namens alle Nederlandse militairen collectief ontslag indiende bij Wied. Dankzij de slechte pers over zijn persoon ging generaal-majoor De Veer eind 1915 gedesillusioneerd met pensioen. In 1931 stierf hij in zijn woonplaats Brussel.

## Familie
De Veer was een lid van het Nederland's Patriciaatsgeslacht De Veer en een zoon van kolonel Johannes Cornelius Hermanus Josephus de Veer (1810-1882) en Anna Geertruida Rappard (1821-1899). Hij trouwde in 1893 met jkvr. Catharina Elisabeth Engelen van Pijlsweert (1863-1938), lid van de familie Engelen met wie hij een dochter en een zoon kreeg.